# Ulrich Schödlbauer
Ulrich Schödlbauer (* 27. Mai 1951 in Bockum-Hövel, heute Hamm, Nordrhein-Westfalen) ist ein deutscher Schriftsteller, Literaturwissenschaftler und Essayist.

## Leben
Schödlbauer lehrt als außerplanmäßiger Professor an der FernUniversität in Hagen, wo er u. a. das virtuelle Autorenseminar Grabbe leitet. Seine Publikationen umfassen, neben literaturtheoretischen und kulturkritischen Arbeiten, ein lyrisches Werk, eine Reihe erzählerischer Titel sowie Essays zu literarischen, philosophischen und politisch-kulturellen Themen. Seit 2001 ist er Herausgeber des, auch online zugänglichen, Jahrbuchs für europäische Prozesse Iablis. Im Internet vertreten ist der Autor ferner mit den Seiten GlobKult und Grabbeau sowie als Gastautor der Achse des Guten.
Ulrich Schödlbauer war bis 2020 Mitglied der Initiative „Vertrauen in die liberale Gesellschaft“, die sich liberal-demokratisches Laboratorium nennt (libdela), eines Zusammenschlusses von Professorinnen und Professoren. Die Initiative bildete sich 2018 aus Sorge um die liberale Demokratie, sie ist überparteilich, getragen von den Grundsätzen des Liberalismus, der seine Wurzeln in der Aufklärung hat.

## Werke

### Lyrische Arbeiten
Der Gedichtzyklus Lektion des Ich (2004) umfasst drei zunächst einzeln veröffentlichte Bände:
- Ionas. Gedicht (2001) besteht aus neun langen, großenteils monologischen Teilen, in denen die Rede vom »Selbst« entfaltet wird: als Erwähltheits-, Jahrhundert- und Opfertopos mit zunehmender Konzentration auf das Thema der Todesangst und ihrer - möglichen, unmöglichen - Bewältigung.
- Organum Mortis (2003), dt. ›Todesorgel‹, steht nach dem Verständnis des Verfassers in der Tradition der aus der altägyptischen, islamischen und tibetischen Tradition bekannten Totenbücher (→ Totenbuch), die den Adepten mit den Vorstellungen des Todes, des Jenseits und des Übergangs (Passage) vertraut machen sollen. Das in vier Teile gegliederte Werk interpretiert diese Motive in einem vollkommen gegenwartsbezogenen, nichttraditionellen Spiel der Vorstellungen und Formen, in dem immer auch Zeitgeschichtliches zur Sprache kommt.
- PoliFem sat 1-5 (2004) lehnt sich in Titel und Gesamtanmutung an die satirische Kunst des altrömischen Dichters Juvenal an. Die Figur des einäugigen Zyklopen Polyphem, der durch Blendung sehend, d. h. wissend wird, steht im Hintergrund des Nachdenkens über die Ohnmacht des Einzelnen, die ebenso gut Macht genannt werden kann, da sie alle Macht aus sich entlässt: »Erst der versagte Hass / ist der gewährte«.
- Eine frühe Auswahl von Gedichten, teils in abweichenden Fassungen, enthält der Band O.R (1994).
- Deutsches Roulette, Heidelberg 2018 (Im Anhang Peter Brandts Erläuterungen zu Michael Sowas Illustration der Maikäfer-Trauer[1868])

### Erzählungen
- Die Ethik der Nassrasur (Erzählungen, 1997). Die Titelgeschichte des Bandes erzählt ironisch unter dem Vorwand einer Literaturpreisverleihung von literarischem Ehrgeiz und inneren und äußeren Bedingungen der literarischen Existenz in der Provinz. In Der Azteke gerät der hermetische Betrieb einer geheimnisvollen wissenschaftlichen Institution auf verschiedenen Ebenen außer Kontrolle. Von existentiellen Entgleisungen handeln die weiteren Erzählungen (Die Pranke des Löwen, Das wilde Leben, Totenpassage u. a.). Eine kühl ›das Menschliche‹ entsorgende Rede vom Müll steht am Ende des Bandes.
- Uhuru Peak. Ein Bericht (Erzählung. 2001) berichtet von einer Besteigung des Kilimandscharo durch eine Gruppe von sechs Männern, die vorher eine Abmachung treffen: »Wer nicht hochkommt, geht nicht zurück.« Tatsächlich ereilt einen die Höhenkrankheit. Die an kulturhistorischen Details und Anspielungen reiche Erzählung beschreibt detailliert die durch die »dünne Luft« hervorgerufenen Veränderungen im Bewusstsein der Akteure. Auf einer anderen Ebene parodiert sie das vierte Buch von Nietzsches »Zarathustra«, in dem Zarathustra die ›höheren Menschen‹ bei sich empfängt (Klappentext).
- The Hidden Power of Nonchalance (Novelle, 2002). Die Bezeichnung ›Novelle‹ deutet den Gegenstand dieses langen männlichen Monologs an, der an wenigen Stellen durch kurze Einwürfe einer zweiten - weiblichen - Stimme unterbrochen wird. Es ist der Bericht von einer Frau, die durch den Sprecher »hindurchschritt, einfach hindurchschritt«, eine leidenschaftliche Abrechnung mit einem System der »rechenhaft« gestalteten, kalkulierten Beziehung, in der die mütterliche Kontrolle des Kindes außer Kontrolle gerät.
- Das anthropologische Experiment (Erzählung, 2005). Eine junge Frau beendet ihr Studium und gerät durch den Fall der Mauer in eine seltsame, im Grunde unlösbare Situation zwischen ihrem Ostberliner Exmann und dem Heidelberger Freund. Im Fortschreiten verwandelt sie die Erzählung in eine expressiv gestaltete Zweifelsbetrachtung über Geschlecht, Beziehung und Eltern-Kind-Konstellationen.
- In Das Ungelebte (Studie, 2007) erzählt der Protagonist in großen Reflexionsbögen von der seltsamen Bekanntschaft mit einem toten Schriftsteller, der als solcher zu Lebzeiten nicht in Erscheinung getreten ist und ihm ein Manuskript hinterlassen hat, in dem er ein romanartiges Werk ohne realisierbaren Sinn, aber mit einer umfassenden Intention zu erkennen glaubt. - In revidierter Fassung ist der bereits 2002 unter dem Titel Die Furie des Verschwindens erschienene Erste Teil (Halbband) in den Band eingegangen. Das Ungelebte ist der erste Band eines größeren Projekts mit dem Titel Die Versiegelte Welt.
- Hiero (Tropos, 2010). Hiero ist die Geschichte einer studentischen Clique, die – irgendwann in den späten 1970er Jahren – sich als Teil einer schmalen Denkerelite in Westdeutschland begreift und daraus Ansprüche für ihr künftiges Leben herleitet. Im Mittelpunkt dieser Spiele von Illusion und Desillusion steht die Figur des jungen Hiero, der gerader als die anderen seinen Weg geht und kompromissloser scheitert. Nachdenken über die Lebensbedingungen einer Generation – so könnte man die innere Thematik dieses Buches umreißen, des zweiten Bandes aus dem Zyklus Die versiegelte Welt. – Lesung (MP3; 28,4 MB) von Matthias Ponnier / Kapitel 8 aus Hiero
- . Schreibstücke in Acta Litterarum

### Theoretische und essayistische Schriften
- Entwurf der Lyrik (1994) ist eine Studie über den »Wissensanspruch« der - hohen - Lyrik in europäischen Dichtungstheorien vom Renaissance-Humanismus (Conrad Celtis) bis zur klassisch-modernen, an den Arbeiten von Charles Baudelaire und Stéphane Mallarmé gewonnenen Poetik Paul Valérys.
- Das Ende der Kritik (1997), eine Gemeinschaftsarbeit mit dem Literaturwissenschaftler Joachim Vahland, behandelt in einer Reihe von Einzelstudien die theoretische »Erschöpfung linker wie rechter Gesellschaftskritik, des vordem so machtvoll agierenden Kulturkritizismus« (Klappentext). Unter den Titeln »Krisenrede«, »Wertetheater«, »Die verlorene Sache« und »Das Jahrhundert der Intellektuellen« finden sich Untersuchungen über die Ursprünge des Kulturkritizismus in der Aufklärung, über Georg Simmel und Max Weber, über die ›Kompensationshermeneutik‹ des Philosophen Odo Marquard, die Lebenserinnerungen des Germanisten Hans Mayer sowie intellektuelle Selbstbilder und Rollenzwänge im zwanzigsten Jahrhundert.

Weitere Titel:
- Kunsterfahrung als Weltverstehen. Die ästhetische Form von "Wilhelm Meisters Lehrjahre". Heidelberg 1984
- Gegen Denken steht nur Gewalt. Von Denk-Maschinen und Bewusstseins-Welten (Essay, 1999).
- Notizen zur deutschen Einheit (Essays, 1994).
- Das Land der Frösche (Miniaturen, 2001).
- Rilkes Engel (Essay, 2002).
- , Acta Litterarum
- Mikropoetik, Acta Litterarum
- Projekt Netzliteratur »Die Versiegelte Welt«
- Poetik des Exzesses. Thomas Körners Das Land aller Übel und die Funktion der Vergangenheit in der Literatur, in: Iablis 2012
- Entfesselte Schrift, Essays zur Literatur, Heidelberg 2018
- Macht ohne Souverän. Die Demontage des Bürgers im Gesinnungsstaat, Heidelberg 2019

### Herausgeberschaften (Auswahl)
- Iablis. Jahrbuch für europäische Prozesse (seit 2002)
- Herausgeber der Netzedition Das Land aller Übel. Fragment-Roman (Entstehung ab ~1970). Seit 2008 fortlaufende Veröffentlichung in Acta Litterarum.
- Die Macht der Differenzen. Beiträge zur Hermeneutik der Kulturen, Heidelberg 2001.